# Wapen van Frieschepalen

Wapen van Frieschepalen

Het wapen van Frieschepalen is het dorpswapen van het Nederlandse dorp Frieschepalen, in de Friese gemeente Opsterland. Het wapen werd in 1994 geregistreerd.

## Beschrijving
De blazoenering van het wapen luidt als volgt:
Omgekeerd kepersgewijze doorsneden door een schans van sinopel : I in azuur twee palen van zilver, beladen met plompebladeren van keel, II gepaald van goud en keel van 10 stukken.
De heraldische kleuren zijn: sinopel (groen), azuur (blauw), zilver (zilver), keel (rood) en goud (goud).

## Symboliek
- Bovenste palen: Friese vlag verticaal weergegeven als palen. Dit maakt het tot een sprekend wapen.[3]
- Groene dwinger: symbool voor de schans die in 1593 in opdracht van Willem Lodewijk ter plaatse aangelegd werd.[3]
- Onderste palen: ontleend aan het wapen van Aragon, symbool voor Spanje als tegenstander in de Tachtigjarige Oorlog.[3]

## Zie ook

Vlag van Frieschepalen